# سلطان آقا خانم
سلطان آقا خانم (الفارسية: سلطان آقا خانم) أو أن كوراسي (كما ورد في المصادر الغربية) كانت عقيلة الملك الصفوي من أصل قوموقي، وكانت الزوجة الثانية للشاه الصفوي طهماسب الأول (حكم من 1524 إلى 1576).

## الحياة
كانت من أصل قوموقي. على الرغم من أنها غالبًا ما يشار إليها على أنها من التراث الشركسي؛ إلا أن كلمة شركس في اللغة الفارسية تُستخدم أحيانًا بشكل عام للإشارة إلى الشعوب القوقازية التي تعيش خارج دربند في داغستان. كان والدها شوبان ب. بوداي (ت 1574)، هو شمخال التركي.
كانت شقيقة النبيل الصفوي القوموقي شمخال سلطان، والشمخال المستقبليين إلدار، ومحمد، وأندي، وجيري، وكان شقيقها، إمام قولي خان أيضًا في الخدمة الصفوية.
تزوجت من طهماسب الأول حوالي ق. 1547 ، وأصبحت والدة الأميرة باري خان خانوم والأمير سليمان ميرزا (مواليد 28 آذار 1554، في نخجوان).